# Белфорд Рошо
Белфорд Рошо (порт. Belford Roxo) град је у Бразилу у савезној држави Рио де Жанеиро. Према процени из 2007. у граду је живело 480.555 становника.

## Становништво
Према процени из 2007. у граду је живело 480.555 становника.
| 1991.   | 2000.   |
| ------- | ------- |
| 360,699 | 434,474 |